# De Havilland Canada
de Havilland Canada byl kanadský letecký výrobce sídlící v Torontu. Společnost vznikla v roce 1928 jako pobočka britské de Havilland Aircraft Company.
V době druhé světové války byla zestátněna a získala formu korunní korporace. V 80. letech byla privatizována a roku 1986 prodána seattleské společnosti Boeing. V roce 1992 byla prodána znovu, koncernu Bombardier, který ji zachránil před úpadkem a vrátil do zisku. V současné době tvoří součást jeho divize Bombardier Aerospace. 

## Výrobní program
Společnost de Havilland Canada zpočátku vyráběla typy své mateřské společnosti pro potřeby kanadského civilního trhu i Royal Canadian Air Force, a za druhé světové války dodávala cvičné i bojové letouny také britské Royal Air Force, ale po válce začala přicházet i s vlastními konstrukcemi. Jednalo se především o letouny s krátkým vzletem a přistáním, přizpůsobené provozu z hůře vybavených letišť, a určené civilním i vojenským zákazníkům. Po převzetí společnostmi Boeing a později Bombardier došlo k postupnému ukončení výroby původních typů DHC, s výjimkou Dash 8.
Řada letounů vyrobených společností je stále v provozu u mnoha vlastníků a podstupují průběžné modernizace a modifikace, například vybavení turbovrtulovými pohonnými jednotkami.
V roce 2005 byla výrobní dokumentace, práva a typové certifikáty k typům DHC-1 až DHC-7 odprodány společnosti Viking Air z North Saanich v Britské Kolumbii, původně vyrábějící náhradní díly pro ně, která následně obnovila malosériovou výrobu modernizovaných modelů DHC-2T Turbo Beaver a DHC-6 Series 400. V listopadu 2018 byl oznámen i prodej práv k typu Dash 8 společnosti Viking Air.
Po roce 1946 byl hlavním zkušebním pilotem firmy Russell Bannock (1919–2019), stíhací pilot a letecké eso druhé světové války. V roce 1950 se Bannock stal ředitelem pro armádní zakázky a později viceprezidentem. Prezidentem firmy byl v letech 1976 až 1978.

### Letadla

#### Licence
- de Havilland Gipsy Moth
- de Havilland DH.83 Fox Moth

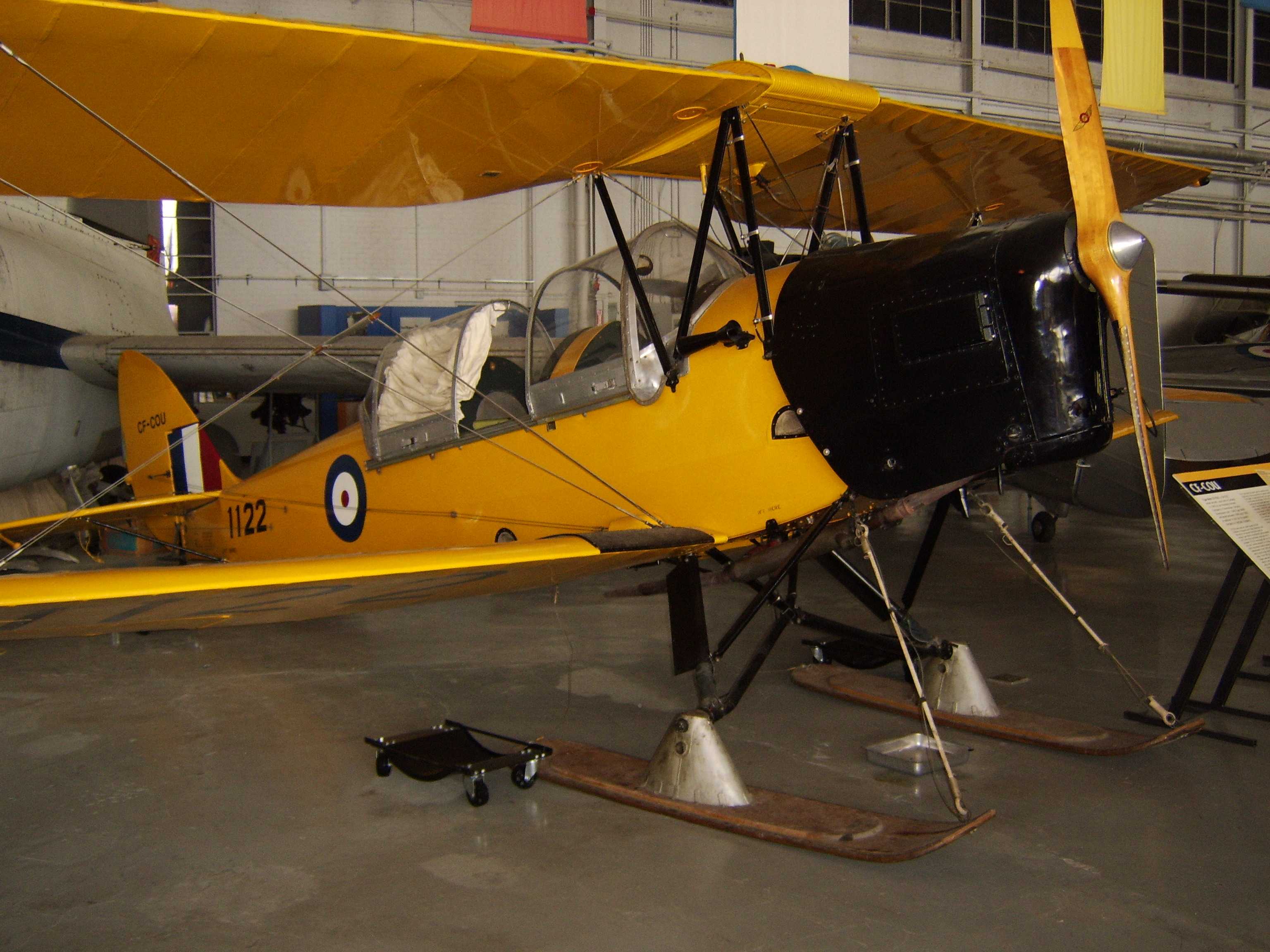
DH.82C Tiger Moth s lyžovým podvozkem

- de Havilland Tiger Moth – zejména v kanadské variantě DH.82C s překrytem kabiny
- de Havilland Mosquito
- CS2F Tracker – palubní protiponorkový letoun vyráběný v 50. letech pro Royal Canadian Navy, licence firmy Grumman

#### Vlastní konstrukce

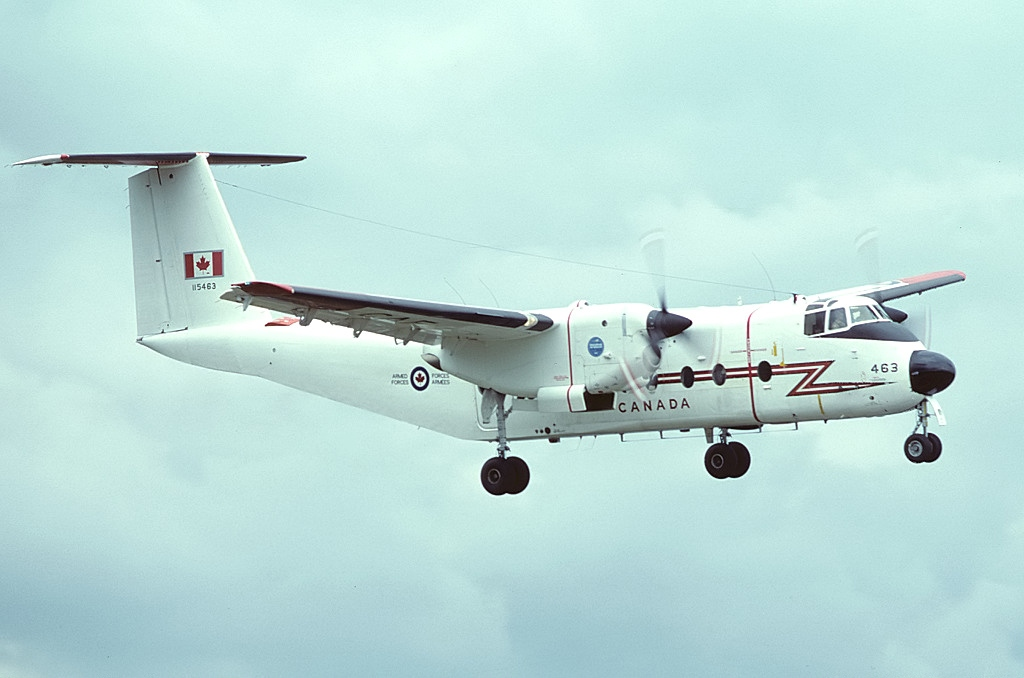
DHC-5 Buffalo v barvách Royal Canadian Air Force.

- DHC-1 Chipmunk – cvičný letoun, vzniklý brzy po skončení druhé světové války, vyráběný i britskou společností de Havilland Aircraft
- DHC-2 Beaver – užitkový letoun vlastností STOL
- DHC-3 Otter – užitkový letoun vlastností STOL
- DHC-4 Caribou – taktický transportní letoun vlastností STOL původně zkonstruovaný pro US Army
- DHC-5 Buffalo – turbovrtulový letoun vycházející z DHC-4
- DHC-6 Twin Otter – dvoumotorový užitkový letoun vlastností STOL vycházející z DHC-3
- DHC-7/Dash 7 – dopravní letoun s krátkým vzletem a přistáním
- DHC-8/Dash 8 – regionální dopravní letoun, navazující na DHC-7

### Lodní stavitelství
- HMCS Bras d'Or, experimentální křídlový člun pro Royal Canadian Navy – společnost de Havilland Canada byla primárním kontraktorem[6]